# Falkner Evans
Falkner Evans (* 5. Oktober 1953) ist ein US-amerikanischer Musiker (Piano, Komposition) des Modern Jazz.

## Leben und Wirken
Evans, der ursprünglich aus Tulsa stammt und entfernt mit dem Schriftsteller William Faulkner verwandt ist, beschloss Musiker zu werden, als er als Kind eine Beatles-Platte hörte. Sein erstes Instrument war das Schlagzeug, das er in der fünften Klasse zu spielen begann; im nächsten Jahr gründete er eine Gruppe, The Mustangs, die ihren Höhepunkt erreichte, als sie eine Show für Conway Twitty eröffnen durfte. In der zehnten Klasse wechselte Evans zum Klavier und gründete eine weitere Gruppe, die Spring River Band, um Rockmusik im Stil von Bob Dylan und The Band zu spielen. Nach der High School schloss sich Evans der lokalen Band Friends in Tulsa an, bevor er seine eigene professionelle Gruppe, die Edge Band, gründete, die später ihren Namen in Essence änderte und sich zu einem Jazzensemble entwickelte.
In den frühen 1980ern wurde Evans Mitglied bei der Western-Swing-Band Asleep at the Wheel. Nach vier Jahren bei der Gruppe und der Mitwirkung an deren Album Asleep at the Wheel zog er 1985 nach New York City; dort begann er, als Jazzpianist in Clubs im Greenwich Village aufzutreten. Ab 2001 legte er die im Piano-Trio mit Cecil McBee und Matt Wilson eingespielte Alben Level Playing Fields (Metropolitan Records) und Climbing the Gates (Consolidated Artists) vor. Darauf spielte er meist Eigenkompositionen. Ab 2011 erweiterte er auf The Point of the Moon sein Ensemble um die Bläser Greg Tardy und Ron Horton.
In Sextett-Besetzung nahm Evans das Album Marbles auf, mit Ted Nash, Michael Blake, Ron Horton und Steve Wilson als Gastsolisten, das 2020 veröffentlicht wurde. Nach Ansicht von Britt Robson (JazzTimes) ist es mit Evans’ „hervorragenden Originalkompositionen“ eines der „durchweg unterhaltsamsten“ und eines der unerwartetsten Mainstream-Postbop-Alben dieses oder jedes anderen Jahres. Im Bereich des Jazz war er laut Tom Lord zwischen 2000 und 2019 an neun Aufnahmesessions beteiligt. 2021 legte Evans das Soloalbum Invisible Words vor.

## Diskographische Hinweise
- Arc (Consolidated Artists, 2007), mit Belden Bullock, Matt Wilson
- The Point of the Moon (Consolidated Artists, 2011), mit Belden Bullock, Matt Wilson, Gary Versace, Greg Tardy, Ron Horton
- Marbles (Consolidated Artists, 2020), mit Ted Nash, Belden Bullock, Matt Wilson, Michael Blake, Ron Horton, Steve Wilson